# Habitatge al carrer Sant Rafael, 8 (Olot)
L'Habitatge al carrer Sant Rafael, 8 és una obra d'Olot (Garrotxa) inclosa a l'Inventari del Patrimoni Arquitectònic de Catalunya.

## Descripció
És una casa entre mitgeres, de planta baixa amb quatre arcs passats emmarcats de pedra. Originàriament eren dues cases separades, però en fer reformes a la planta baixa es van unificar. L'antiga casa del costat dret té balcons, sostinguts per mènsules decorades amb fullatges; les baranes són de ferro fos i les obertures estan emmarcades per estuc imitant pedra. La casa del costat esquerre té tres pisos, amb dos balcons cadascun d'arc arrodonit. Conserva la cornisa de fusta pintada amb motius de fullatges que es repeteixen sota els balcons, damunt de rajol.

## Història
Durant el segle xvi la ciutat d'Olot viu uns moments de gran prosperitat, especialment durant la segona meitat del segle. Això atrau molts immigrants de remença, el que genera un notable creixement urbà. S'edifiquen el Carrer Major, el de Sant Rafael, els contorns del Firal i la Plaça Major. Durant la segona meitat del segle xix es tornen a fer grans construccions al carrer de Sant Rafael; s'enderroca el portal situat al final del carrer, es basteixen cases importants com Can Batlló i moltes d'altres són profundament renovades.